# Carmen de Figueiredo

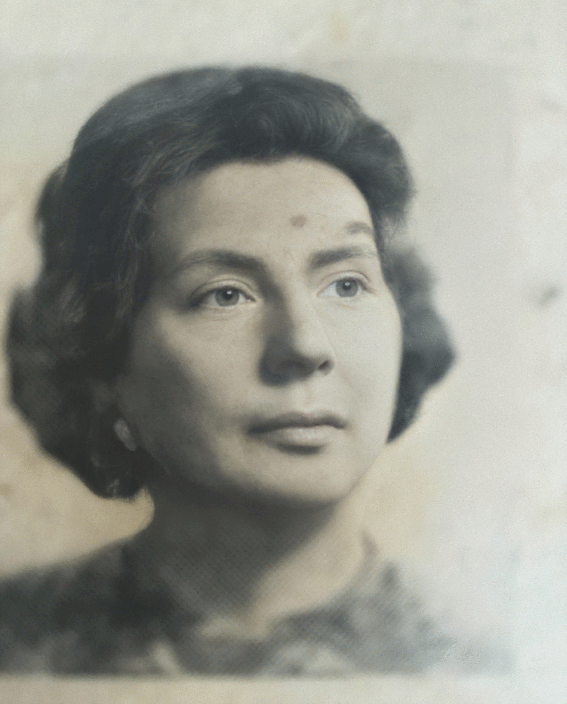
Carmen de Figueiredo

Carmelinda Miolet de Figueiredo, mais conhecida pelo nome literário de Carmen de Figueiredo, foi uma profícua escritora e jornalista portuguesa. Fez parte de um importante movimento literário de cariz realista surgido nas décadas de 40 e 50, onde a situação da emancipação feminina e a condição da mulher na sociedade portuguesa eram os temas principais da sua corrente literária. Foi também uma das autoras mais censuradas pelo regime ditatorial do Estado Novo, sendo igualmente abafada pela crítica literária da altura.
Nasceu em Miranda do Corvo, no dia 25 de Outubro de 1914, filha de Maria da Conceição Niolet, natural de Lousã, de ascendência francesa ( da região de Angouleme) , e de José Luís Moura de Figueiredo, natural do Pará, Brasil. Aos 10 anos começou a escrever os seus primeiros poemas. Em 1936, casou-se civilmente com Francisco de Matos Gomes. O casamento foi dissolvido em 1950, após decisão judicial. Desta união nasceram Egídio Álvaro (1937-2020), curador e crítico de arte, e Manuel. Em 1948 publica o seu primeiro livro, uma colectânea de contos a que intitulou "Ele não é meu Marido..." e, no ano seguinte, o seu primeiro romance "Caminho do Calvário". Em 1950 publica "Famintos”, que será proibido pela PIDE  e, no ano seguinte, “Vinte anos de Manicómio”, também censurado. 
Durante o Estado Novo, a censura em Portugal, que não se assumia claramente, proibia a entrada no país de qualquer publicação que não se regulasse pelos próprios critérios do governo português. Através do Secretariado Nacional de Informação eram elaboradas listas das publicações alvo da sua censura, já que os livros não eram alvo de censura prévia, mas podiam ser apreendidos depois de publicados. Os livros de Carmen de Figueiredo constavam em listas de romances escritos por mulheres e, por isso, proibidos de circular na sociedade.
Em 1954, foi-lhe atribuído pela Academia das Ciências de Lisboa, o Prémio Ricardo Malheiros pela publicação do romance “Criminosa”. Este prémio foi atribuído por concurso, entre 1933 e 1980, a um autor português de um romance, novela ou conto original. Entre os galardoados com este relevante prémio estão Aquilino Ribeiro (1933), Urbano Rodrigues (1948), Agustina Bessa-Luís (1966), Romeu Correia (1976), entre outros
Entre "A raiz do Pecado", publicado em 1960, e " Desejar não é Amar", publicado em 1972, em edição de autora, esteve mais de uma década sem lançar um livro. Em nota final sobre o livro "Desejar não é Amar", redigida pela autora, pode ler-se:
"Há uma boa enfiada de anos que não é lançado um romance da minha autoria; foram vários os motivos, particulares, que me obrigaram a este " silêncio" não desejado que agora me apraz romper, sem ter procurado editor. Apresento, eu própria, portanto, este meu novo romance e aqui teço breves considerações e uma condensada explicação acerca de  "Desejar não é Amar". É esta uma história moral que desejaria fosse lida pelas mulheres sozinhas que enfrentam a vida numa luta permanente e trabalham para adquirirem ou conservarem a independência material que lhes dê o direito de poderem erguer a cabeça , e , quando necessário, lançarem aos aviltadores, palavras de desprezo retalhantes e justas. Não afirmo, todavia, que o presente romance não seja realista, porque o é; evidentemente, não "uso" um realismo à Morávia, ou à Irving Wallace ( cujos livros estão traduzidos para português), os dois gigantes sem medo do implacável realismo actual. Ofereço, sòmente, embora " adoçadas", várias situações reais que talvez choquem os mesureiros e a densa onda muito dados à filáucias que escondem tenebrosas verdades. 
Aqui conto a história de uma jovem mulher desejosa de amar que sòzinha tem de subir o seu calvário, suportando as investidas dos calaceiros sem dignidade que apenas a desejam. "
Carmen de Figueiredo escreveu cerca de 20 romances, 5 livros de contos e novelas e publicou mais de mais de 12 mil contos na imprensa portuguesa, tais como o Diário de Notícias, com o qual colaborou durante 27 anos, o Diário Popular, O Diário Ilustrado, A Capital, e o Correio do Minho. Fundou a Mosaicos-Revista, em 1982, publicação onde foi directora e editora e onde publicou artigos quer com o seu nome literário, quer sob pseudónimos.
A escritora faleceu em Lisboa (Campo Grande), a 14 de Maio de 2006, aos 92 anos.

## Obras Publicadas
- Ele não é meu Marido..., 1948, Gráfica Lisbonense, Lisboa (Contos)
- Caminho do Calvário, 1949, Livraria Latina Editora, Porto (Romance)
- Famintos..., 1950, Editorial Domingos Barreira,  edição (Romance); 2ª edição, Porto Editora, Porto,1975; 3ª Edição, Jornal Público, 2023
- Segredo em Três Corações, 1950, Coimbra Editora (Romance)
- Vinte anos de Manicómio, 1951, Empresa Literária Universal (Romance)
- Vida de Mulher, Livrolândia Lda, [s.d.] Lisboa ( Romance)
- Dedicação Suprema: o Drama de uma Alma de Mãe, Casa do Livro Editora,1951 (Romance)
- O Cego que eu Conheci, Coimbra Editora, 1951 (Novelas)
- Destino sem Amanhã, 1953,  Grafitécnica, Lisboa (Romance)
- Criminosa..., 1953, Editorial Século, 1º Edição, 1954; 2º Edição, 1955, Editorial Século; 3ª edição, Edição de autora (Romance) - Prémio Ricardo Malheiros
- Janelas Proibidas, 1954, Editorial  Século (Romance)
- Colégios de Rapazes, 1955, Editorial  Século, Lisboa (Romance)
- Homens Apaixonados, 1957, Editorial Século, Lisboa (Romance)
- O Muro de Cristal, 1958,  Editorial Século (Romance)
- O Humilde Pecado, 1959, Editorial Século  (Romance)
- Mulheres Inquietas, 1959, Editorial Século (Romance)
- A raiz do Pecado, 1960,  Editorial O Século ( Novela)
- Desejar não é Amar, 1972, Edição da autora, Lisboa (Romance)
- Os Amores de Máximo (ou os Escândalos Secretos), 1973, Edição da autora, Viseu (Romance)
- A que não Soube Esquecer, 1974 (Romance)
- Paixões em Liberdade, 1977, Jornal do Fundão (Romance)
- Jornal De Uma Escritora Realista | Do Real e do Fantástico,  Edição da autora, 1997
- Mosaicos: Contos e Encontros, 1980 (Contos)

Obras de Carmen de Figueiredo que aparecem referenciadas como estando no prelo em 1951:   
O Julgamento! ( Romance),  Ana Lúcia- Amorosa ( Romance), O Toldo da Meia-Noite...( Contos e Novelas), Quatro Mulheres e...mais uma" ( Novelas).  
Obras referidas  pela Coimbra Editora como estando em preparação em 1951: Três crimes ( Romance) ; Suicidas do Amor ( Novelas); Os meus poemas ( Poesias).   

## Famintos

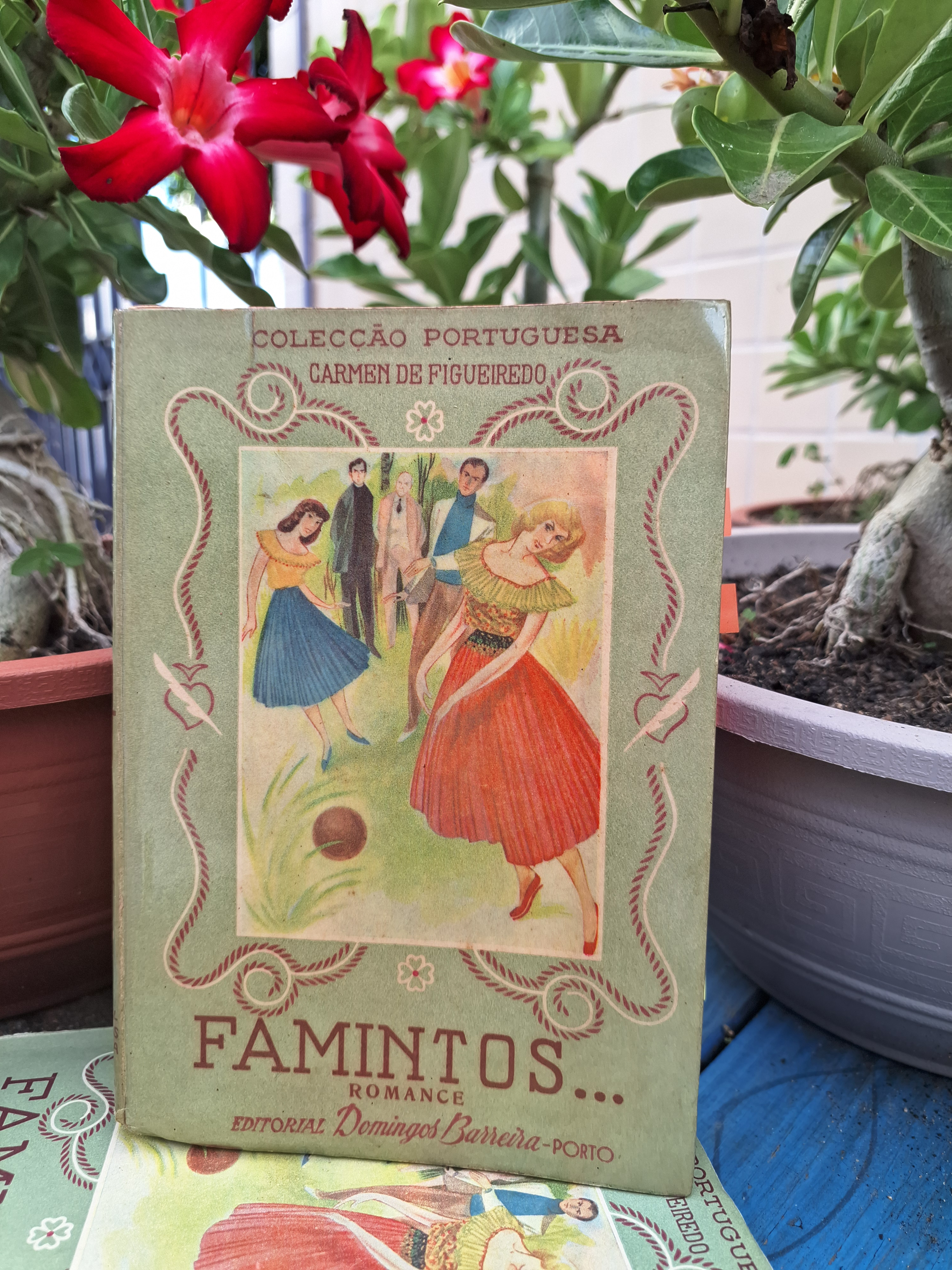
Capa do romance

O enredo tem como protagonista António Luíz, casado com Ana Lúcia, pais das gémeas Maria Tereza e Manuela. Fazem também parte do enredo a ama Filipa, que amamentou as gémeas devido a uma crise de demência após o parto de Ana Lúcia; e Cristina, irmã de António, que colabora ativamente na criação das crianças. Entre outros aspetos contam-se outras histórias que incluem as paixões proibidas de Manuela pela irmã Maria Tereza; do padre Rodrigo, irmão de António, pela sobrinha Manuela, e de Filipa por Manuel Tendeiro. Na obra também são descritas as situações de miséria nas quais viviam trabalhadores da época.
1. ↑  Duarte, Constância Lima (1990). Literatura feminina e crítica literária. Santa Catarina, Brasil: Universidade Federal de Santa Catarina. Travessia: mulher e literatura.
2. ↑  Pedrosa, Ana Paula (2019). «Carmen de Figueiredo: a proibição de "Famintos"». Esquerda.net. Artigos de Dossier. Consultado em 7 de dezembro de 2023
3. ↑  Pedrosa, Ana Paula (2019). «Carmen de Figueiredo: a proibição de "Vinte anos de manicómio!"». Esquerda.net. Artigos de Dossier. Consultado em 7 de dezembro de 2023
4. ↑  Nascimento, Maria Eduarda Pontes do (27 de junho de 2023). «Dor, Luta e Ascensão: a jornada feminina em Vida de Mulher, de Carmen de Figueiredo» (em other). Consultado em 7 de dezembro de 2023
5. ↑  Performing the Archive (1953). «Confissões duma Escritora. A Romancista Carmen de Figueiredo fala da sua obra e das suas tendências». Performing the Archive. Consultado em 7 de dezembro de 2023
6. ↑  Oliveira, Ana Flávia (2022). Famintos..., de Carmen de Figueiredo: uma Escritora Subversiva, à Luz da Crítica Feminista. Campina Grande, Brasil: Universidade Estadual da Paraíba

7 | PROCESSOS DE APREENSÃO E PROIBIÇÃO DE PUBLICAÇÕES - "LIVRO "VINTE ANOS DE MANICÓMIO"://digitarq.arquivos.pt/details?id=4330388